# Мовеин

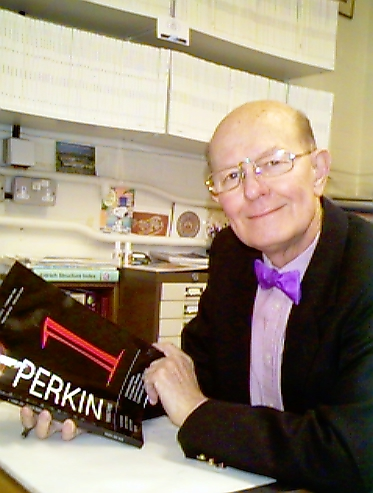
Галстук, окрашенный с применением мовеина

Мовеи́н (от фр. mauve — мальва, назван по сходству окраски) — органическое соединение, первый синтетический краситель, полученный 18-летним английским химиком Уильямом Перкином в 1856 году. Относится к диазиновым красителям и имеет сложный состав из нескольких различных гомологов.
Торговые названия: розолин, анилиновый фиолетовый, анилиновый пурпур.

## История

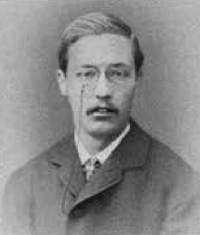
У. Г. Перкин в 1862 году

В 1850-х годах молодой английский химик Уильям Перкин исследовал возможные пути синтеза хинина, широко использовавшегося как лекарство от малярии. Он проводил эксперименты с каменноугольной смолой, которая содержала смесь гомологов толуидина, пытаясь их изолировать, а затем получить из них аллилтолуидин, из которого в дальнейшем, путём окисления он собирался получить уже сам хинин. В определённый момент его заинтересовало действие бихромата калия на сульфат анилина, в результате которого получался чёрный продукт, из которого в 1856 году ему удалось выделить небольшое количество вещества, которое прямым путём окрашивало шёлк в розовато-лиловый цвет.
Это вещество Перкин позже назвал мовеин (от английского названия цветка мальвы). Молодой студент сразу осознал значение своего изобретения, и уже через год, в июне 1857 года организовал промышленное производство. До изобретения этого первого искусственного пурпурного красителя пурпурная краска добывалась только из особых моллюсков. Процесс был очень трудоёмким; получаемая таким способом краска была очень дорогостоящей — на один грамм требовалось обработать около десяти тысяч моллюсков, и ткани в подобных цветах могли себе позволить только августейшие особы. Изобретение Перкина лишило пурпурный цвет ореола царственности и привело к появлению тканей нежных оттенков лаванды, сирени, вереска, душистого горошка, их популярности и доступности широким массам на протяжении последних десятилетий XIX века. Этот период моды получил название «сиреневая эпоха». Из-за слабой светопрочности мовеин утратил своё значение в красильной промышленности еще в XIX веке, будучи вытесненным другими более прочными и доступными красителями.
Несмотря на то, что еще в 1834 году Рунге заметил образование розоловой кислоты при окислении фенола, а также задолго до Перкина были синтезированы другие органические соединения, в дальнейшем использовавшиеся как красители (например, нитробензол, анилин), Перкину первому удалось создать промышленное производство мовеина и других красящих веществ, а также применить их для окрашивания тканей в более крупном масштабе, чем лабораторные эксперименты, что и привело в итоге к появлению нового вида красильной промышленности и выделению синтетических красителей, как отдельного класса химических соединений.

## Свойства
Имеет сложный состав из различных изомеров и гомологов, имеющих примерно одинаковую окраску.

Структурная формула мовеина A.
Структурная формула мовеина B.
Структурная формула мовеина B2.
Структурная формула мовеина C.

Обладает достаточно низкой светопрочностью.

## Получение
Для синтеза красителя техническая смесь анилина и изомерных толуидинов обрабатывается дихроматом калия.

## Применение
Применялся в XIX веке для прямого окрашивания шерсти и шёлка, но был вытеснен другими красителями. Не способен напрямую окрашивать хлопок, но для решения этой проблемы Перкин предложил применять процесс протравного окрашивания.